# Maria Moser (Künstlerin)

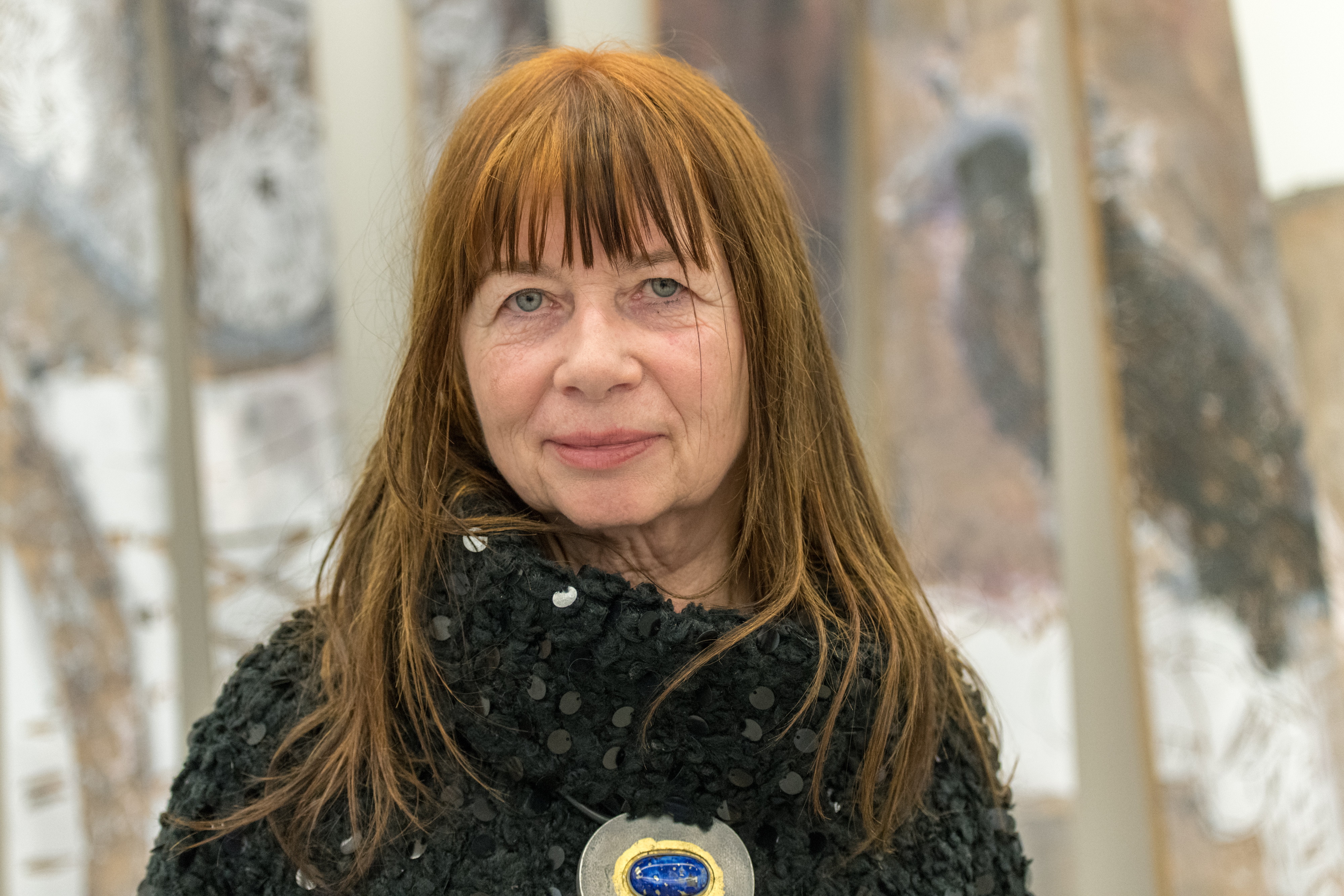
Maria Moser (2019)

Maria Moser (* 2. August 1948 in Frankenburg am Hausruck) ist eine österreichische Malerin und Bildhauerin.

## Leben und Wirken

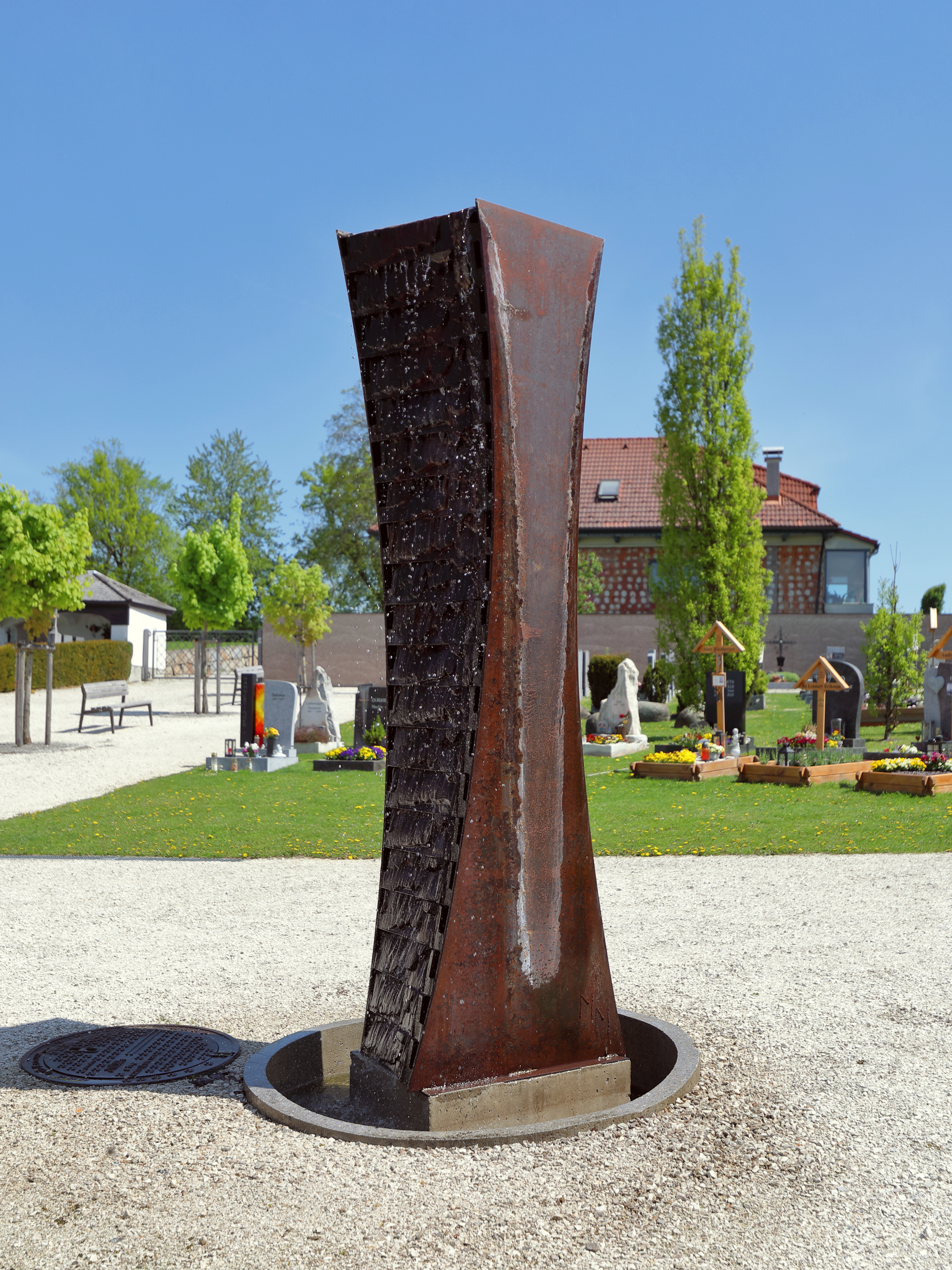
Brunnen am Friedhof in Frankenburg

Die Tochter eines Schmiedemeisters studierte von 1968 bis 1973 an der Akademie der bildenden Künste Wien, wo sie das Diplom erlangte, und schloss 1974/75 einen Ägypten-Aufenthalt an. Sie war mit dem 2013 verstorbenen Maler Heinz Göbel verheiratet. Ihre Tochter Lena Göbel ist Malerin und Holzschneiderin.

## Auszeichnungen
- Preis der Österreichischen Länderbank (1973)
- Ägyptenstipendium (1974)
- Förderpreis des Wiener Kunstfonds (1977)
- Talentförderungspreis des Landes Oberösterreich
- Staatsstipendium für Malerei (1979)
- Kulturpreis des Landes Oberösterreich (1997)
- Heinrich-Gleißner-Preis (2014)[1][2]
- Goldenes Verdienstzeichen des Landes Oberösterreich (2018)[3]

## Werke
Nach einigen frühen großen Skulpturen aus Eisen, Stahl, Holz und Stein beschäftigt sich Moser fast ausschließlich mit der Malerei. Sie malt zumeist großformatige Ölgemälde auf Leinwand, zudem entstehen Arbeiten auf Papier und Grafiken. Häufig verarbeitet sie in ihren Werken Eindrücke aus der Schmiede ihres Vaters in abstrakter Form (u. a. Zunder, Glutbad, Amboss, Biegen und Brechen). Andere Motive findet sie auf Reisen, in der Natur und auf Schrottplätzen.
Sie schuf u. a. die Glasfenster der Pfarrkirchen in Grieskirchen und Schwanenstadt und gestaltete den Kirchenraum der Pfarrkirche St. Konrad in Linz-Froschberg.

## Ausstellungen (Auswahl)
Moser ist mit ihren Werken seit 1979 bei zahlreichen Einzel- und Gruppenausstellungen vertreten:
- Künstlerhaus Wien (1981)
- Galerie Welz, Salzburg (1985, 1992, 2002)
- Landesmuseum Linz (1991)
- Kunstverein Heidenheim (1996)
- Kunstverein Steyr (2008)
- Museum Angerlehner, Thalheim bei Wels (2019, gemeinsam mit Lena Göbel)

## Publikationen
- mit Gerwald Sonnberger (Text): Neue Arbeiten – neue Zeit. Langenhagen 2005, ISBN 3-928330-56-X.